# Too young to die
|  | Denne artikel er oprettet af botten PalnaBot ud fra en ekstern database. Den kan derfor have sproglige fejl eller mangler. Denne skabelon kan fjernes efter kontrol af indholdet. |

Too young to die er en film instrueret af Christina Rosendahl.

## Handling
Musikvideo med bandet Phonovectra baseret på Carl Th. Dreyers kortfilm "De nåede færgen" fra 1948.